# Шодез Ег
Шодез Ег (фр. Chaudes-Aigues) насеље је и општина у централној Француској у региону Оверња, у департману Кантал која припада префектури Сен Флур.
По подацима из 2011. године у општини је живело 935 становника, а густина насељености је износила 17,59 становника/km². Општина се простире на површини од 53,16 km². Налази се на средњој надморској висини од 750 метара (максималној 1.280 m, а минималној 637 m).

## Демографија
| 1962. | 1968. | 1975. | 1982. | 1990. | 1999. | 2011. |
| ----- | ----- | ----- | ----- | ----- | ----- | ----- |
| 1.010 | 1.114 | 1.187 | 1.186 | 1.110 | 986   | 935   |

График промене броја становника у току последњих година